# 프로젝트 감시 및 통제
프로젝트 감시 및 통제(Project Monitoring and Control, PMC: A Project Management Process Area at Maturity Level 2)는 프로젝트 과정의 이해를 제공하여, 계획대비 프로젝트 성과가 현저히 차이가 날 때 적절한 시정조치 활동을 제공한다. 이 같은 목적을 만족하려면 다음과 같은 목표를 만족해야 한다.

## 목표에 따른 구체적 실행(Specific Practices by Goal)
- SG 1 계획 대비 프로젝트 감시
- SG 2 종료시까지 시정조치 관리

- PMC(Project Monitoring & Control:프로젝트 모니터링 및 감시) PA를 수행하기 위해서는 위의 두 가지 특정 목표(Specific Goal)와 일반 목표(Generic Goal)를 이루어야 하고 목표(Goal)을 이루기 위해 해당 특정 실행(specific practices)과 일반 실행(generic practices)들을 수행한다.

### SG1 계획 대비 프로젝트 모니터링 프로젝트 계획에 대한 프로젝트의 실질적인 수행과 진척을 모니터링한다.

#### SP1.1-1 프로젝트 계획 요소들의 모니터링
프로젝트 계획 대비 프로젝트 계획 요소들의 실제 항목들을 모니터링한다. 
프로젝트 계획 요소들은 일반적으로 프로젝트의 진행 결과와 성능을 나타내는데 작업 산출물의 속성, 업무, 비용 및 일정들을 포함한다. 작업 산출물과 업무의 속성은 크기,복잡도,무게,형태, 적합성 또는 기능 같은 항목을 포함한다. 
작업 산출물
1. 프로젝트 수행 기록
2. 현저한 차이점 기록

하위 실행
1. 일정 대비 진행사항을 모니터링 한다.
2. 프로젝트의 비용과 확장된 공수를 모니터링 한다.
3. 작업 산출물과 업무 속성을 모니터링 한다.
4. 제공되고 사용되는 자원들을 모니터링 한다.
5. 프로젝트 참여자들의 지식과 교육 훈련을 모니터링 한다.
6. 프로젝트 계획 요소들의 현저한 차이들을 식별한다.

#### SP1.2-1 서약이행 모니터링
프로젝트 계획의 식별된 서약 이행을 모니터링 한다.
작업 산출물
1. 서약이행 검토 기록

하위 실행
1. 정기적인 검토 이행(내 외부 둘 다)
2. 만족되지 않았거나 만족되지 못할 위험이 있는 서약이행을 식별한다.
3. 서약이행 검토 결과를 문서화한다.

#### SP1.3-1 프로젝트 위험 감시
프로젝트 계획에 식별된 위험을 모니터링 한다. 
작업 산출물
1. 프로젝트 위험 모니터링 기록

하위 실행
1. 정기적으로 프로젝트의 현재 상황과 환경의 전후 관계에 대한 위험 요소들을 검토한다.
2. 구체화하기 위한 추가적인 정보를 사용하는 것처럼, 위험 문서를 개정한다.
3. 관련 이해 당사자들과 위험 현황을 의사 소통 한다.

#### SP1.4-1 데이터 관리 감시
프로젝트 계획 대비 프로젝트 데이터 관리를 모니터링 한다. 
일단 프로젝트 데이터 관리를 위한 계획이 수립되면, 데이터 관리는 계획대로 수행되는 것을 보증하기 위해 모니터링 되어야 한다.
작업 산출물
1. 데이터 관리 기록

하위 실행
1. 정기적으로 프로젝트 계획에 정의된 대로 수행되는 지 데이터 관리 활동을 검토한다.
2. 주요한 이슈와 영향을 미치는 사항에 대하여 식별하고 문서화한다.
3. 데이터 관리 활동 검토 결과를 문서화 한다.

#### SP1.5-1 관련자 참여 감시
프로젝트 계획 대비 이해 당사자의 참여를 모니터링 한다.
일단 관련 이해 당사자들이 구분되고 프로젝트 내의 참여 정도가 프로젝트 계획에 식별되면, 적절한 상호 작용이 이루어지는 것을 보증하기 위해 모니터링되어야 한다. 
작업 산출물
1. 이해 당사자 참여 기록

하위 실행
1. 정기적으로 이해 당사자의 참여를 검토한다.
2. 주요한 이슈와 영향을 미치는 사항을 식별하고 문서화한다.
3. 이해 당사자 참여 현황 검토 결과를 문서화한다.

#### SP1.6-1 진척사항 검토 수행
정기적으로 프로젝트의 진행 현황, 수행 능력과 이슈들을 검토한다.
진행 검토는 이해 당사자에게 알려 주기 위한 프로젝트 상의 검토이다. 이러한 프로젝트 검토는 비공식적인 검토가 될 수 있고 프로젝트 계획서에 명쾌하게 언급 안될 수 있다. 
작업 산출물
1. 문서화된 프로젝트 검토 결과서

하위 실행
1. 정규적으로 관련 이해 당사자들과 수행할 업무와 작업 산출물의 현황을 논의한다.
2. 프로젝트를 통제하기 위해 수집되고 분석되는 측정값들을 검토한다.
3. 주요한 이슈와 계획 차질을 식별하고 문서화한다.
4. 작업 산출물과 프로세스 상의 요구도 변경 사항과 식별된 문제점들을 문서화한다.
5. 검토 결과를 문서화한다.
6. 요구사항 변경과 문제 보고서 종료를 위한 추적을 한다.

#### SP1.7-1 마일스톤 검토 수행
선택된 프로젝트 일정 상의 프로젝트 성취도와 결과를 검토한다.
마일스톤 검토는 프로젝트 계획 중에 계획되어야 하고 전형적인 공식 검토이다. 
작업 산출물
1. 문서화된 마일스톤 검토 결과서

하위 실행
1. 관련 이해 당사자들과 선택된 단계가 완료되었는지 프로젝트의 일정 내의 주요한 사항을 검토한다.
2. 프로젝트의 서약방침, 계획, 현황, 위험사항을 검토한다.
3. 주요한 이슈와 영향을 미치는 사항을 식별하고 문서화한다.
4. 검토결과, 액션 아이템과 결정사항을 문서화한다.
5. 액션 아이템을 종료하기 위한 추적을 한다.

### SG 2 종료시까지 시정조치 관리 계획 대비 프로젝트 성과나 결과가 현저히 차이가 날 경우 시정 조치를 수행한다.

#### SP2.1-1 이슈 분석
이슈를 취합 분석하고 이슈를 언급하기 위해 필요한 시정 조치 활동을 결정한다. 
작업 산출물
1. 시정 조치 이슈 리스트

하위 실행
1. 분석 할 이슈들을 취합한다.
2. 시정 조치할 필요성에 대한 이슈를 분석한다.

#### SP2.2-1 시정 조치 시행
식별된 이슈에 대한 시정조치를 수행한다. 
작업 산출물
1. 시정 조치 계획

하위 실행 
1. 식별된 이슈를 해결하기 위한 적절한 방법을 결정하고 문서화 한다.
2. 시정 조치를 위한 관련 이해 당사자와 검토하고 동의를 얻는다.
3. 내,외부의 이행 사항 변경에 대한 협의를 한다.

#### SP2.3-1 시정 조치 관리
시정 조치 사항을 관리한다. 
작업 산출물
1. 시정 조치 결과

하위 실행 
1. 시정 조치 활동을 모니터링 한다.
2. 적절한 시정 조치 활동을 위한 시정 조치 활동 결과를 분석한다.
3. 시정 조치 활동을 위해 계획된 결과에 맞게 적절한 시정 조치 활동을 결정하고 문서화 한다.

## 일반 목표
Staged Representation에서 Level 2의 PA들은 GG2를 만족해야 하고, Level 3,4,5의 PA들은 GG2와 GG3만 만족하면 된다.
GG1,GG4,GG5는 Continuous 모델만 해당

### GG 1 Achieve Specific Goals (for Level 1)
식별 가능한 작업 입력물을 식별 가능한 작업 산출물로 바꿈으로써 프로세스 영역의 특정 목표 수행을 지원하고 목표를 성취하게 한다.

#### GP 1.1 Perform Base Practices(기본 실행 수행)
프로세스 영역의 특정 목표를 성취하기 위한 작업 산출물을 개발하고 서비스를 제공하기 위한 프로젝트 모니터링 및 통제 프로세스의 기본 실행들을 수행한다.

### GG 2 Institutionalize a Managed Process (for Level 2 - 프로젝트 차원)
프로젝트 모니터링 및 통제 프로세스는 관리되는 프로세스로 내재화 한다
Commitment to Perform

#### GP 2.1 Establish an Organizational Policy(조직 방침 수립)
프로젝트 모니터링 및 통제 프로세스를 계획하고 수행하기 위한 조직적인 방침을 수립하고 유지한다.
Ability to Perform

#### GP 2.2 Plan the Process(프로세스 계획)
프로젝트 모니터링 및 통제 프로세스를 수행하기 위한 계획을 수립하고 유지한다.

#### GP 2.3 Provide Resources(자원 제공)
프로젝트 모니터링 및 통제 프로세스 수행, 작업 산출물 작성, 프로세스 서비스를 제공하기 위한 적절한 자원을 제공한다.

#### GP 2.4 Assign Responsibility(책임 할당)
프로세스 수행,작업 산출물 작성,프로젝트 모니터링 및 통제 프로세스 서비스를 제공하기 위한 책임과 권한을 할당한다.

#### GP 2.5 Train People(직원 훈련)
필요할 경우,프로젝트 모니터링 및 통제 프로세스를 수행하거나 지원하는 직원을 훈련시킨다.
Directing Implementation 

#### GP 2.6 Manage Configurations(형상 관리)
프로젝트 모니터링 및 통제 프로세스에 정의된 작업 산출물을 적절한 형상관리 레벨 하에 둔다.

#### GP 2.7 Identify and Involve Relevant Stakeholders(관련 이해 당사자 식별 및 참여)
계획되어 있는 프로젝트 모니터링 및 통제 프로세스의 관련 이해당사자를 식별하고 참여 시킨다.

#### GP 2.8 Monitor and Control the Process(프로세스 감시 및 통제)
프로세스 수행을 위한 계획 대비 프로젝트 모니터링 및 통제 프로세스의 모니터링 및 통제를 하고, 적절한 시정조치를 취한다.
Verifying Implementation 

#### GP 2.9 Objectively Evaluate Adherence(표준 준수여부의 객관적 평가)
프로세스 정의, 표준, 절차대로 프로젝트 모니터링 및 통제 프로세스를 준수하는 지 객관적으로 평가하고, 부적합 사항을 처리한다.

#### GP 2.10 Review Status with Higher Level Management(상위 관리자와 상태 검토)
상위관리자와 프로젝트 모니터링 및 통제 프로세스의 활동, 현황과 결과를 검토하고 이슈를 해결한다.

### GG 3 Institutionalize a Defined Process (for Level 3 - 전사 차원)
프로젝트 모니터링 및 통제 프로세스는 조직의 정의된 프로세스로 내재화 한다.

#### GP 3.1 Establish a Defined Process(정의된 프로세스 수립-Ability Perform)
정의된 프로젝트 모니터링 및 통제 프로세스를 기술하고 유지한다.

#### GP 3.2 Collect Improvement Information(개선 정보 수집-Diercting Implementation)
조직의 프로세스와 프로세스 자산의 향후 재 사용과 개선을 지원하기 위해 프로젝트 모니터링 및 통제 프로세스를 계획하고, 수행할 때 도출된 작업 산출물, 측정, 측정결과, 개선정보를 수집한다.

### GG 4 Institutionalize a Quantitatively Managed Process(for Level 4 - 정량적으로 관리되는 프로세스로 내재화)
정량적으로 관리되는 프로세스로 내재화한다.

#### GP 4.1 Establish Quantitative Objectives for the Process(프로세스의 정량적인 목표 수립-Directing Implementation)
고객의 필요사항과 비즈니스 목표에 기반한 품질과 프로세스 성능을 언급하는 프로젝트 모니터링 및 통제 프로세스의 정량적인 목표를 수립하고 유지한다.

#### GP 4.2 Stabilize Subprocess Performance(서브 프로세스 성능 안정화-Directing Implementation)
수립된 정량적인 품질과 프로세스 성능 목표를 이루기 위해 프로젝트 모니터링 및 통제 프로세스의 능력을 결정하기 위한 한두 개 이상의 서브 프로세스 성능을 안정화시킨다.

### GG 5 Institutionalize an Optimizing Process(for Level 5 - 최적화하는 프로세스로 내재화)
최적화하는 프로세스로 내재화한다.

#### GP 5.1 Ensure Continuous Process Improvement(지속적인 프로세스 개선-Directing Implementation)
조직의 관련 비즈니스 목표를 수행하는 프로젝트 모니터링 및 통제 프로세스의 지속적인 개선을 보증한다.

#### GP 5.2 Correct Root Causes of Problems(문제 근본 원인 조치-Directing Implementation)
프로젝트 모니터링 및 통제 프로세스 내의 결함과 다른 문제점들을 식별하고 근본 원인을 시정한다.